# Lubomír Dostál (1965)
Lubomír Dostál (* 14. ledna 1965 Přerov) je český kreslíř, malíř, básník a karikaturista. Do konce školního roku 2011/2012 vyučoval výtvarnou výchovu na základních školách v Přerově a v Kokorách. Je také členem ČUK – České unie karikaturistů.

## Básnické sbírky
- Děkuji za život, 2000
- Zmokly mi verše, 2002
- Veď mě ve tmě, 2003
- Z vůně skořice, 2004
- Vanilka z léta, 2005
- Doteky, 2006
- Proměny, 2008
- Procitnutí, 2009
- V dlani své se skrývám, 2011